# Alpiner Skieuropacup 1984/85
Gesamt- und Disziplinenwertungen der Saison 1984/1985 des Alpinen Skieuropacups.

## Europacupwertungen

### Gesamtwertung
| Rang | Name            | Land       | Punkte |
| ---- | --------------- | ---------- | ------ |
| 1    | Luc Genolet     | Schweiz    | 202    |
| 2    | Rudolf Nierlich | Österreich | 133    |
| 3    | Roland Pfeifer  | Österreich | 123    |

| Rang | Name               | Land       | Punkte |
| ---- | ------------------ | ---------- | ------ |
| 1    | Karin Buder        | Österreich | 219    |
| 2    | Regula Betschart   | Schweiz    | 211    |
| 3    | Chantal Bournissen | Schweiz    | 196    |

### Abfahrt
| Rang | Name         | Land       | Punkte |
| ---- | ------------ | ---------- | ------ |
| 1    | Karl Alpiger | Schweiz    | 50     |
| 2    | Luc Genolet  | Schweiz    | 43     |
| 2    | Roman Rupp   | Österreich | 43     |

| Rang | Name               | Land       | Punkte |
| ---- | ------------------ | ---------- | ------ |
| 1    | Astrid Geisler     | Österreich | 90     |
| 2    | Chantal Bournissen | Schweiz    | 67     |
| 3    | Heidi Zurbriggen   | Schweiz    | 38     |

### Riesenslalom
| Rang | Name            | Land       | Punkte |
| ---- | --------------- | ---------- | ------ |
| 1    | Rudolf Nierlich | Österreich | 122    |
| 2    | Luc Genolet     | Schweiz    | 070    |
| 3    | Ivano Camozzi   | Italien    | 067    |

| Rang | Name             | Land    | Punkte |
| ---- | ---------------- | ------- | ------ |
| 1    | Regula Betschart | Schweiz | 101    |
| 2    | Marielle Studer  | Schweiz | 089    |
| 3    | Heidi Zurbriggen | Schweiz | 075    |

### Slalom
| Rang | Name             | Land           | Punkte |
| ---- | ---------------- | -------------- | ------ |
| 1    | Mathias Berthold | Österreich     | 72     |
| 2    | Torjus Berge     | Norwegen       | 57     |
| 3    | Stefan Pistor    | BR Deutschland | 56     |
| 3    | Johan Wallner    | Schweden       | 56     |

| Rang | Name                | Land       | Punkte |
| ---- | ------------------- | ---------- | ------ |
| 1    | Karin Buder         | Österreich | 163    |
| 2    | Lorena Frigo        | Italien    | 090    |
| 3    | Christina Brichetti | Italien    | 084    |